# Tertiärkälla
Tertiärkälla (alternativt särskrivet tertiär källa) eller tredjehandskälla är en relativ term för källmaterial som består av information som är insamlad från primärkällor och sekundärkällor.
Tertiärkällor kan exempelvis vara ordböcker, uppslagsverk, läroböcker, handböcker eller faktaböcker.